# Mesteacăn (Răchitova), Hunedoara
Mesteacăn este un sat în comuna Răchitova din județul Hunedoara, Transilvania, România.

## Vezi și
- Biserica de lemn din Mesteacăn, Hunedoara